# مشاع ۶ تل شیراز
مشاع ۶ تل شیراز یا حسین‌آباد سیستانی، روستایی در دهستان جهادآباد بخش مرکزی شهرستان عنبرآباد در استان کرمان ایران است.

## جمعیت
بر پایه سرشماری عمومی نفوس و مسکن در سال ۱۳۹۵، جمعیت این روستا برابر با ۱۵۴ نفر (۴۶ خانوار) بوده است.